# Ruginești (gmina)
Ruginești – gmina w Rumunii, w okręgu Vrancea. Obejmuje miejscowości Anghelești, Copăcești, Ruginești i Văleni. W 2011 roku liczyła 3497 mieszkańców.